# Jumeirah-moskee
De Jumeirah-moskee (Arabisch: مسجد جميرا) is een moskee in de wijk Jumeirah in Dubai. De moskee is voor iedereen toegankelijk, ook voor niet-moslims. De rondleidingen worden georganiseerd door het Sjeik Mohammed Centrum voor Cultureel Begrip.
De moskee werd in 1979 geopend en is gebouwd in de Anatolische stijl. De moskee heeft twee minaretten.